# Huellas Fósiles de Medusas de Constantina
Las Huellas Fósiles de Medusas de Constantina forman un yacimiento geológico del periodo Cámbrico inferior dentro del municipio de Constantina en el Parque Natural Sierra Morena de Sevilla. Constituye uno de los ejemplos de huellas fósiles de medusas más importantes del mundo por tamaño y número, con más de 500 millones de años de antigüedad. Fue declarado monumento natural de Andalucía en 2019.
El yacimiento se ubica en una ladera localizada en la margen izquierda del arroyo de Masacán, dentro de una finca privada denominada «El Revuelo», aproximadamente dos kilómetros al sur del paraje conocido como «Cerro de la Víbora» en la Sierra Morena de Sevilla. El yacimiento contiene noventa estructuras discoidales de gran tamaño impresas sobre la superficie de una delgada capa de arenisca rica en feldespato («grauvacas arcósicas») de menos de 5 centímetros de espesor, situada en una ladera a unos 40 metros de distancia del arroyo de Masacán y a una altura de unos 10 metros del cauce, con una extensión superficial de cerca de 120 m² (15 m x 8 m) y una inclinación de unos 20º hacia el sur.
En el periodo Cámbrico, hace unos 550 millones de años, esta área se encontraba cubierta por el mar y un movimiento del agua provocó que las medusas quedaran enterradas sobre la piedra bajo una gran cantidad de arena, donde quedaron inmovilizadas lo que contribuyó a su fosilización grabando las señales de sus esqueletos hasta la actualidad.